# Jean-Charles Berthonnet

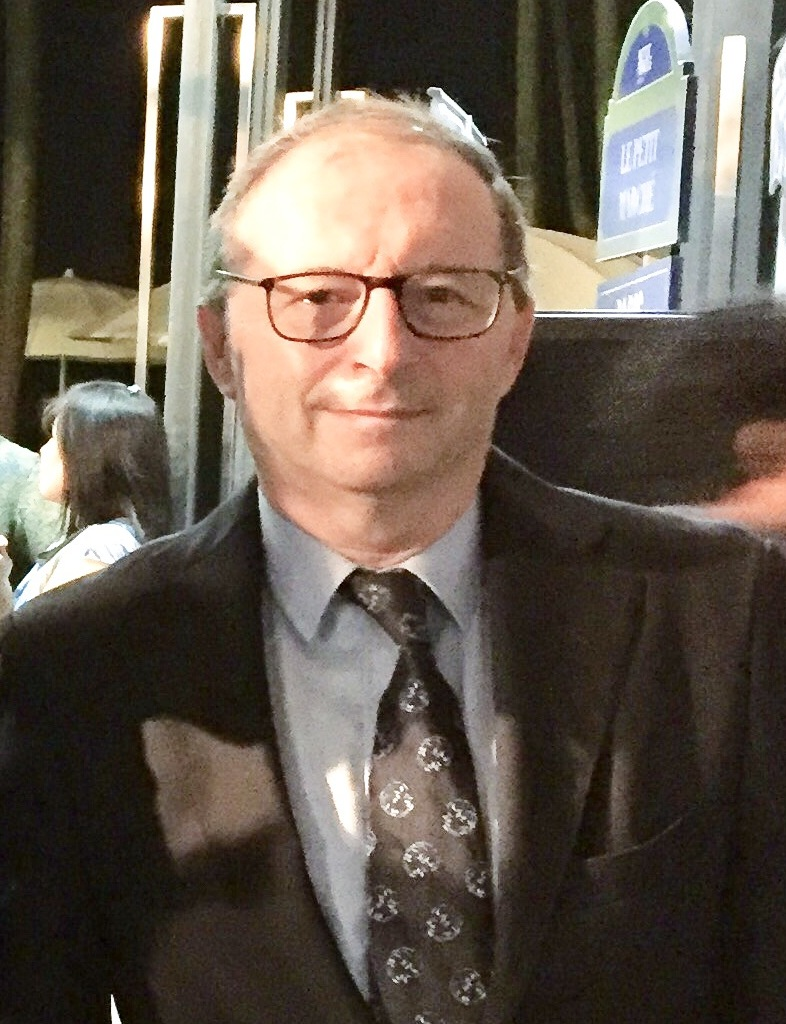
Jean-Charles Berthonnet (2018)

Jean-Charles Berthonnet (* 27. Februar 1957) ist ein Diplomat (Ministre plénipotentiaire de 1ère classe) aus Frankreich. Von 2016 bis 2019 war er Botschafter seines Heimatlandes in Indonesien und Osttimor.

## Werdegang

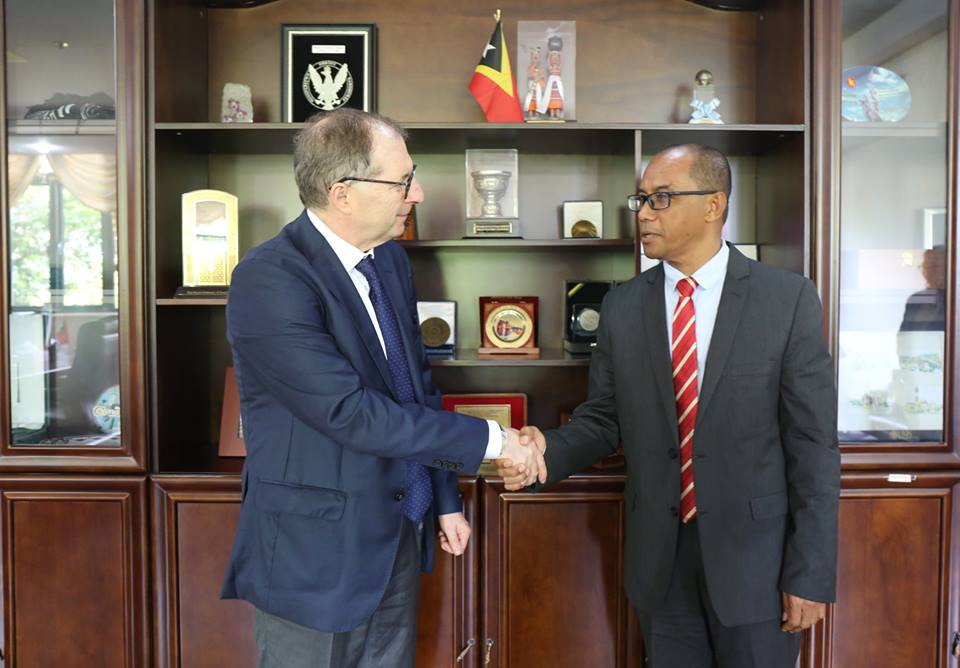
Berthonet trifft Osttimors Außenminister Dionísio Babo

Von Februar bis Juli 1984 arbeitete Berthonnet in der Zentralverwaltung im Bereich Wirtschaft und Finanzen, danach war er bis 1985 dritter, bis 1986 zweiter und bis 1988 erster Sekretär in Budapest. Er kehrte zurück nach Frankreich in die Zentralverwaltung und arbeitete bis 1992 wieder im Bereich Wirtschaft und Finanzen. 1991 war Berthonnet Mitglied der Europäischen Mission zur Beobachtung des Waffenstillstands in Jugoslawien. Von 1992 bis 1994 war er zweiter Berater in Vilnius und von 1994 bis 1995 wieder im Außenministerium in Paris. Von 1995 bis 1998 kehrte Berthonnet zurück in die Zentralverwaltung, diesmal im Bereich „Kontinentaleuropa“ als stellvertretender Direktor für Mittel- und Osteuropa und das Baltikum. Bis 2001 kam er wieder nach Budapest, diesmal als zweiter Berater, bevor er von 2001 bis 2004 in der Zentralverwaltung stellvertretender Direktor für Verwendungen und lokales Personal. Von 2004 bis 2007 war Berthonnet erster Berater in Moskau und bis 2009 in der Zentralverwaltung verantwortlich für das Pariser Immobilienkonsolidierungsprojekt mit dem Generaldirektor für Verwaltung und Modernisierung. Von 2009 bis 2013 arbeitete Berthonnet als Botschafter in Astana (Kasachstan) und von September 2013 bis 2016 als stellvertretender Generalinspektor für auswärtige Angelegenheiten. Im Oktober 2016 wurde er als Nachfolger von Corinne Breuzé Botschafter in Jakarta mit der Akkreditierung für Indonesien und Osttimor. Seine Akkreditierung für Osttimor übergab er am 10. Oktober 2017. Berthonnets Amtszeit in Jakarta endete 2019. 2020 folgte ihm Olivier Chambard.

## Sonstiges
Berthonnet hat einen Bachelor of Arts in Russischer Sprache und eine Promotion in Naturwissenschaften und Technologie mit dem Thema Rationalisierung wirtschaftspolitischer Entscheidungen inne. Er spricht neben Französisch auch Englisch, Russisch und Ungarisch.

## Auszeichnungen
- Chevalier de l‘ordre national du Mérite
- Chevalier de la Légion d’honneur
- Médaille d’honneur des Affaires étrangère (Silber)[1]